# Three Lakes (Floryda)
Three Lakes – jednostka osadnicza w Stanach Zjednoczonych, w stanie Floryda, w hrabstwie Miami-Dade.